# P$C
P$C (eine Abkürzung für Pimp Squad Click) ist eine Rap-Gruppe aus Atlanta (USA), bestehend aus AK, C-Rod, Big Kuntry King, Young Dro, Mac Boney und dem Bandleader T.I.

## Werdegang
Die Gruppe hatte ihre ersten gemeinsamen Auftritte, als sie gemeinsam durch den Süden der Vereinigten Staaten tourten. Ihre erste offizielle Aufnahme erschien schließlich 2001 auf T.I.s Album I’m Serious mit dem Lied Heavy Chevys. 4 Jahre später konnte sich ihr Stück I’m A King, auf dem auch Lil Scrappy zu hören war, in den US-amerikanischen Billboard-Charts platzieren. Es wurde sowohl auf dem Soundtrack von Hustle & Flow, als auch auf P$Cs etwas später erschienenen Debütalbum 25 To Life veröffentlicht. Ebenfalls 2005 war ihr Song "Do Ya Thing" im Videospiel "Need For Speed: Most Wanted" vertreten. 2007 folgte ein Mixtape, From A Classic To A Classic, sowie 2008 das Solodebüt des Mitglieds Big Kuntry King.

## Diskografie

### Alben
- 2005: 25 To Life

### Singles
- 2005: I’m A King